# Michael Hester
Michael Hester (født 2. maj 1972 i Sydney) er en newzealandsk fodbolddommer. Han har dømt internationalt under det internationale fodboldforbund FIFA siden 2007, hvor han er placeret i Oceaniens dommergruppe.
Hester blev sammen med sin newzealandske dommerkollega Peter O'Leary udtaget som Oceaniens dommerrepræsentanter ved VM 2010. Her blev Hester tildelt en enkelt kamp.
Ved siden af sin aktive dommerkarriere er Hester officer i den newzealandske flåde

## Karriere

### VM 2010
- Nordkorea –  Grækenland (gruppespil)